# De Speelman
De Speelman is een stellingmolen in de Rotterdamse deelgemeente Overschie. De huidige molen is in de periode 1970-1971 gebouwd ter vervanging van de molen De Hoop, die in de jaren 60 van de 20e eeuw is onttakeld omdat hij een gevaar vormde voor het vliegverkeer van en naar vliegveld Zestienhoven. Omdat de geschiedenis van De Speelman zo nauw verbonden is met die van De Hoop, wordt de geschiedenis van beide molens hieronder weergegeven.

## Geschiedenis
De molen De Hoop werd in 1712 als een grondzeiler gebouwd als vervanger voor een standerdmolen die al in de 16e eeuw op die plek stond. In 1860 (of 1872) werd de molen verhoogd en tot stellingmolen omgebouwd. In 1900 werd een nieuwe maalderij gebouwd, aangedreven door een stoommachine en in 1925 werd de molen niet meer gebruikt.
In 1940, tijdens de invasie door Duitsland verschansten Duitse parachutisten zich in Overschie. De molen werd als uitkijkpost gebruikt door Nederlandse soldaten, waarop de Nederlandse artillerie in de veronderstelling dat er Duitse parachutisten in de molen verschanst zaten de molen onder vuur nam. Vervolgens heeft dienstplichtig sergeant A.J.F. de Bruijn (drager Bronzen Leeuw) met gevaar voor eigen leven door eigen vuur heen weten te komen om vervolgens zijn manschappen te laten ontkomen aan deze vuurzee. Hoewel de molen zwaar getroffen werd, is deze in 1941 hersteld. Tijdens de Tweede Wereldoorlog maalde De Hoop tarwe.
Begin jaren 60 van de 20e eeuw was de molen nauwelijks meer in bedrijf. Omdat de molen in de aanvliegroute van Vliegveld Zestienhoven lag, moest De Hoop verdwijnen. Een actiecomité heeft ervoor gezorgd dat de molen in 1971 herbouwd werd op een andere plek in Overschie. De naam werd veranderd in De Speelman, naar de familie Speelman die jarenlang de molen heeft beheerd en deze actie heeft gesteund.
Met de bouw van De Speelman leek het einde van De Hoop onvermijdelijk. De nieuwe eigenaar van het terrein heeft echter in 2006 besloten de molenromp op te knappen en als kantoorpand in te richten. In 2009 is de verbouwing voltooid.
De Speelman is te vinden op de hoek van de Overschiese Kleiweg en de Oude Kleiweg, en is op woensdag en zaterdag te bezoeken. De molen is eigendom van de Vereniging De Hollandsche Molen.

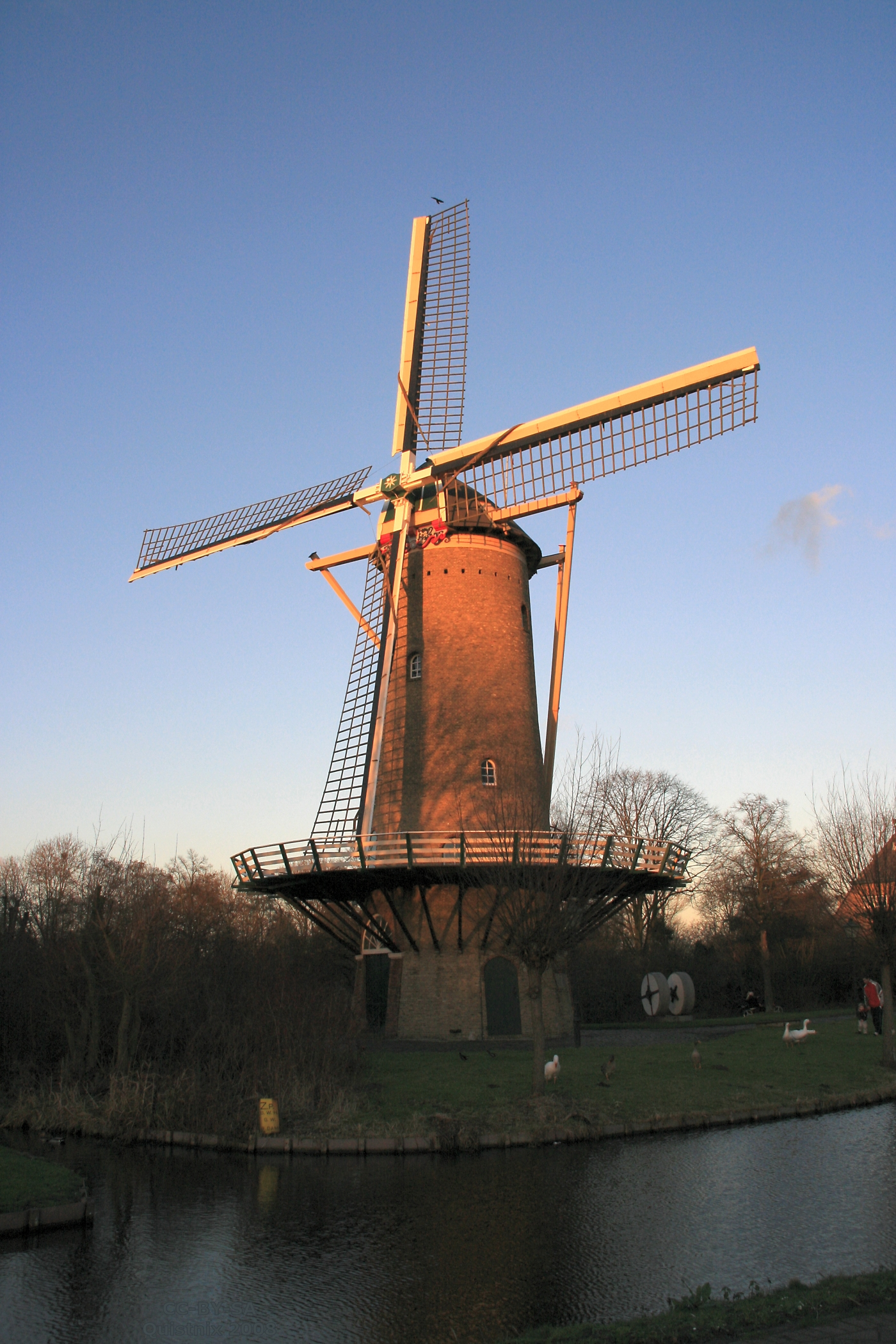
De Speelman in het avondlicht

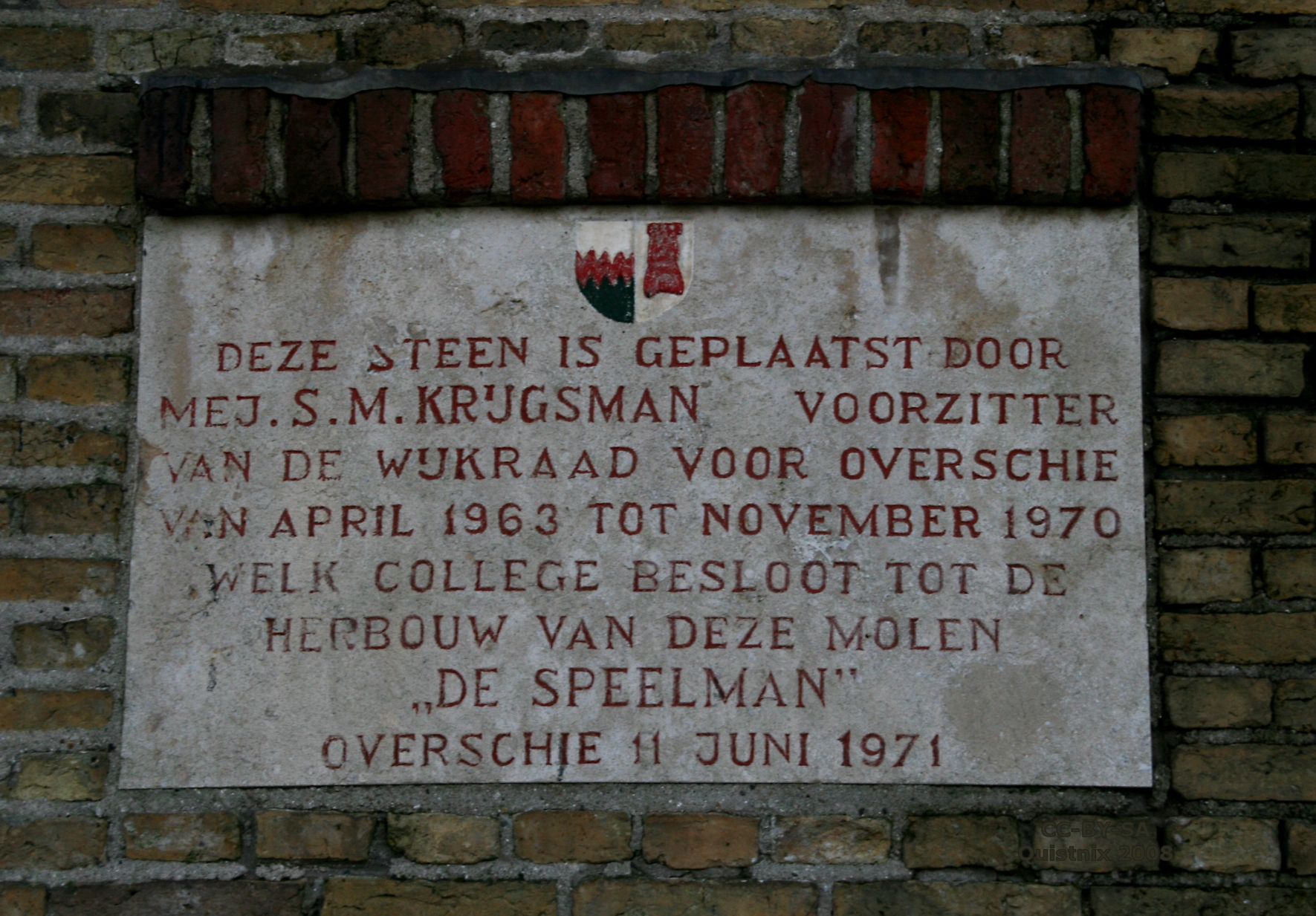
Gedenksteen n.a.v. de herbouw

De Distilleerketel · De Hoop Rozenburg · De Lelie · De Nieuwlandse Molen · De Prinsenmolen · De Speelman · De Ster · De Vier Winden · De Zandweg

Voormalige molens

De Arend · De Bartholomeus Everardus · De Blauwe Molen · De Bok · De Bosland · Boezemmolen Nummer 1 · Boezemmolen Nummer 2 · Boezemmolen Nummer 3 · Boezemmolen Nummer 4 · Boezemmolen Nummer 5 · Boezemmolen Nummer 6 · Boezemmolen Nummer 7 · De Ceres · De Cornelis · De Francina · De Goudsblom · De Graankorrel · De Gravenlust · De Haas · Het Zeeuwse Wapen · Hoekmolen · De Hoop Delfshaven · De Hoop IJsselmonde · De Hoop Kralingen · De Hoop Overschie · De Hoop Rotterdam · De Kiesheidschemolen · De Kievit · De Korenaar · De Korenmolen · Kostverlorenmolen · Het Lam · Laantjesmolen · De Liefde · De Lokhorstermolen · De Maria · De Meerkoet · De Naarstigheid · De Noord · Oost-Blommersdijkse Molen · De Oranjeboom · De Pelikaan · Pendrechtse Molen · De Pomp · De Phoenix · De Reus · De Roode Leeuw · Rubroekse Molen · De Schulp · De Valk · Het Vertrouwen · De Vlaggeman · De Waakzaamheid · De Zuid · De Zwaan